# Юркин, Тихон Александрович
Ти́хон Алекса́ндрович Ю́ркин (1898, Москва, Российская империя — 1986, там же, РСФСР) — советский государственный деятель.

## Биография
Родился 17 (29) июня 1898 года в семье извозчика-водовоза. Русский. Член РКП(б) с 1919 г.
- С 1911 года — токарь на заводах Москвы и Петрограда[источник не указан 2216 дней].
- С 1919 года служил в продотрядах в Валуйках и Самаре.
- В 1922—1924 гг. — управляющий совхозом «Красный хутор» (Кропоткин).
- В 1924—1928 гг. — директор совхоза «Хуторок» (Армавир).
- В 1928—1930 гг. — организатор и первый директор зерносовхоза «Гигант». В 1930 г. — председатель Правления Колхозцентра СССР.
- С 1930 г. — кандидат в члены ЦК ВКП(б).
- В 1931—1931 гг. — председатель Зерносовхозобъединения.
- В 1932—1934 и 1937—1938 гг. — нарком зерновых и животноводческих совхозов СССР.
- В 1934—1936 гг. — первый заместитель народного комиссара зерновых и животноводческих совхозов СССР.
- В 1936—1937 гг. — народный комиссар зерновых и животноводческих совхозов РСФСР.
- с 22 июля 1937 г. — народный комиссар зерновых и животноводческих совхозов СССР[2].
- Осенью 1938 года обвинён Берией в шпионаже в пользу США. Сталин не согласился с обвинениями, однако 21 ноября 1938 года Юркин снят с должности наркома «как не справившийся с работой» и в том же году выведен из состава ЦК ВКП(б).
- В 1939—1943 гг. — директор совхоза «1 Мая» в Балашихе. Во время войны познакомился и начал жить гражданским браком с Людмилой Павловной Пономаревой.
- В 1948 году получил среднее образование — окончил экстерном Купянский сельскохозяйственный техникум (Харьковская область)[1].
- В 1949—1953 гг. — член коллегии и начальник Главного управления животноводческих совхозов Министерства мясной и молочной промышленности СССР.
- В 1953—1954 гг. — заместитель министра совхозов РСФСР.
- В 1954—1957 гг. — министр совхозов РСФСР.
- В 1958—1959 гг. — заместитель министра сельского хозяйства РСФСР.
- В 1959—1960 гг. — первый заместитель министра сельского хозяйства РСФСР.
- В 1960—1961 гг. — министр хлебопродуктов РСФСР.
- В 1961—1962 гг. — министр заготовок РСФСР.
- в 1962—1967 гг. — советник при Совете Министров РСФСР.
- В 1967—1984 гг. — советник при Совете Министров СССР. Депутат Верховного Совета СССР от Новосибирской области.
- С 1984 г. — персональный пенсионер союзного значения[1].
- Скончался 18 (19) августа 1986 года, похоронен на Кунцевское кладбище (участок № 10).

## Семья
Брат Юркина Александра Александровича, директора ВТИ
Отец Юркина Юрия Тихоновича, Сумароковой Ольги Тихоновны, Семеновой (Юркиной) Евгении Тихоновны, Юркиной Элеоноры Тихоновны;
Дед Алексея Львовича Семенова, Сумарокова Сергея Вячеславовича, Юркиной Аси Юрьевны, Степановой Елены Валерьевны;
Двоюродный дед (муж сестры деда) депутата Государственной думы РФ Пономарева Ильи Владимировича.

## Награды
Награждён четырьмя орденами Ленина, орденом Октябрьской Революции, орденом Дружбы народов.